# 유망 (사람)
유망(劉望, ? ~ 23년), 혹 유성(劉聖)은 신나라 말기의 군웅이다. 전한의 옛 종무후(鍾武侯)로, 황제를 자칭했으나 한 경시제의 공격으로 패망했다.

## 행적
녹림군·적미군 등 농민 반란이 잇따르고 곤양 전투에서 신나라 주력 대군이 녹림군에게 대패하는 등 신나라 말기의 혼란을 틈타, 23년, 여남군에서 거병해 이 군을 점유했다. 곤양 전투에서 패배한 신나라의 납언장군 장우와 질종장군 진무(陳茂)가 패군 초현으로 가서 한나라의 장수라 일컬으며 한나라를 부흥시키자고 주장하다가, 유망에게 항복했다. 당시 이미 2월에 녹림군에서 추대한 한나라의 황제 경시제가 있었으나, 경시제에게 속하지 않아 8월에 스스로 천자가 되었고, 장우를 대사마에, 진무를 승상에 임명했다. 경시제가 대사도 유사를 보내 공격해 오자 이를 무찔렀다. 그러나 10월 경시제가 유사 대신 보낸 분위대장군(奮威大將軍) 유신에게 격파돼, 장우·진무와 함께 죽었다.